# Comuna Stepove, raionul Mîkolaiiv, regiunea Mîkolaiiv
Stepove (în ucraineană Степове) este o comună în raionul Mîkolaiiv, regiunea Mîkolaiiv, Ucraina, formată din satele Stepove (reședința) și Zelenîi Hai.

## Demografie
Componența lingvistică a comunei Stepove
     Ucraineană (93,84%)
     Rusă (5,46%)
     Alte limbi (0,62%)
Conform recensământului din 2001, majoritatea populației comunei Stepove era vorbitoare de ucraineană (93,84%), existând în minoritate și vorbitori de rusă (5,46%).